# Willi Griebenow
Willi Griebenow (* 10. März 1897 in Pflugrade, Kreis Naugard (Pommern); † 14. Februar 1991 in Holzhausen) war ein deutscher Diplom-Handelslehrer und Regionalforscher.

## Leben
Willi Griebenow war der Sohn des Landwirts Julius Griebenow. Er besuchte die Präparandenanstalt in Massow (Pommern) und das Lehrerseminar in Anklam. Danach studierte er an der Handelshochschule Berlin und legte 1925 sein Examen als Diplom-Handelslehrer ab.
1928 setzte Griebenow seine Studien in Greifswald fort, promovierte 1931 an der dortigen Rechts- und Staatswissenschaftlichen Fakultät zum Thema „Symptomatologie der Kapitalbildung“ und war danach in Greifswald als Handelslehrer tätig.
Er war verheiratet mit Charlotte Brandt (1902–1954) und hatte drei Söhne.

## Schriften
- Johanna Odebrecht und ihre Stiftungen. 1978.
- Über den Alten Friedhof. 1987.
- Tertialrecht und Tertialgüter im ehemaligen Neuvorpommern und Rügen. Dümmler, Bonn 1989, ISBN 3-427-91351-1